# Alexander van Slobbe

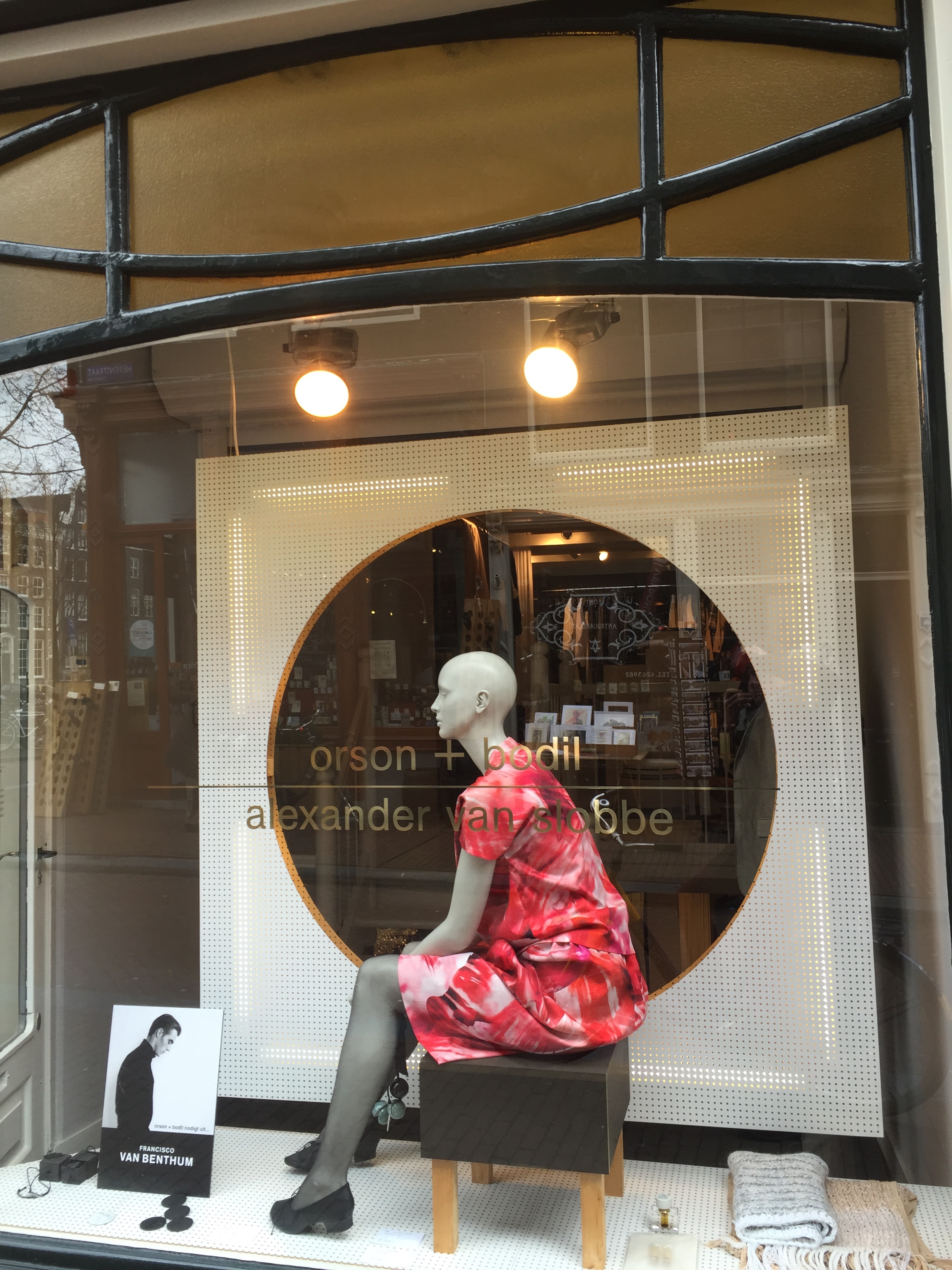
Winkel Orson + Bodil in Amsterdam in 2015

Alexander van Slobbe (Schiedam, 25 maart 1959) is een Nederlandse modeontwerper.

## Biografie
Alexander van Slobbe volgde de Vrije School Rotterdam en studeerde in 1984 cum laude af bij de modeopleiding van de Hogeschool voor de Kunsten Arnhem (tegenwoordig ArtEZ geheten). Na werkzaamheden voor confectiebedrijven begon hij in 1989 het label Orson & Bodil. De naam Bodil is een vernoeming naar een nichtje, Orson is een verwijzing naar Orson Welles. Het label kenmerkte zich door experimenten in presentatie en stelde mode als fenomeen ter discussie.
In 1992 volgde het commerciëlere mannenmerk So. Dit merk draaide casual en nette werkkleding om. Een eerste show in Parijs volgde in 1994. So brak door in Japan, met twee collectielijnen en meerdere winkels. In 1995 werd Orson & Bodil op een laag pitje gezet.
In 2003 is So verkocht aan het Japanse bedrijf Joi'X en met de opbrengst startte hij een werkplaats op het Westergasfabrieksterrein waar hij weer een doorstart maakte met het label Orson + Bodil.
In 2014 maakte van Slobbe bekend samen met Francisco van Benthum een nieuw label te lanceren Van Slobbe Van Benthum. De naam is later veranderd in Hacked By, door in het modesysteem te 'hacken' willen zij hier binnen verandering brengen. Overproductie en restmaterialen uit de kledingindustrie worden behandeld als nieuwe grondstoffen voor hun collecties. Deze voorgeproduceerde basisstukken dienen als uitgangspunt voor hun collecties, om te voorkomen dat afgeschreven voorraden vernietigd worden. Op deze manier krijgen deze materialen een nieuw perspectief voor de toekomst.

## Onderscheidingen
- 2004 – Elle Style Awards - Oeuvre prize
- 2003 – Prins Bernhard Cultuurfonds oeuvreprijs voor toegepaste kunst
- 1996 – Emmy van Leersum-prijs
- 1994 – Theo Limperg-prijs

## Samenwerkingen
- Schepers Bosman - Hacked By_ x Schepers Bosman[4]
- H&M - Hacked By_ x H&M (2019)[5]
- Koninklijke Tichelaar Makkum - Parels van Makkum (2011)[6]
- Puma - PUMA Rudolf Dassler x Alexander van Slobbe (2003)[7]

## Tentoonstellingen (selectie)
- 2010 – Stof tot nadenken, Centraal Museum Utrecht[8]